# Pod rouškou noci
Pod rouškou noci (v anglickém originále Live by Night) je americký kriminální dramatický film z roku 2017. Režie a scénáře se ujal Ben Affleck, který se inspiroval stejnojmennou novelou od Dennise Lehaneho. Ve snímku hrají hlavní role Ben Affleck, Elle Fanningová, Brendan Gleeson, Chris Messina, Sienna Miller, Zoe Saldana a Chris Cooper.
Film měl premiéru v New Yorku 13. prosince 2016 a do kin byl oficiálně uveden 13. ledna 2017. V České republice měl premiéru o den dříve. Film získal negativní recenze od kritiků.

## Obsazení
| Ben Affleck          | Joe Coughlin      |
| Elle Fanningová      | Loreta Figgis     |
| Brendan Gleeson      | Thomas Coughlin   |
| Chris Messina        | Dion Bartolo      |
| Siena Miller         | Emma Gould        |
| Zoe Saldana          | Graciela Corrales |
| Chris Cooper         | Irving Figgs      |
| Robert Glenister     | Albert White      |
| Titus Welliver       | Tim Hickey        |
| Remo Girone          | Maso Perscatore   |
| Max Casella          | Digger Pescatore  |
| Miguel               | Esteban Suarez    |
| Gianfranco Terrin    | Carmine Parone    |
| Anthony Michael Hall | Gary Smith        |
| Chris Sullivan       | Brendan Loomis    |
| Derek Mears          | Donnie Gishler    |
| J.D. Evermore        | Virgil Beauregard |
| Clark Gregg          | Calvin Bondurant  |

## Produkce
Společnost Warner Bros. získala filmová práva k novele Pod rouškou noci od Dennise Lehaneho v dubnu roku 2012 a plánovala vytvořit první projekt pro produkční společnost Leonarda DiCapria Appian Way Productions. V říjnu 2012 bylo oznámeno, že Ben Affleck si ve snímku zahraje, bude ho režírovat a napíše k němu scénář. V červenci 2015 byl film oficiálně potvrzen. Natáčení začalo 28. října 2015 v Georgii.

## Přijetí

### Tržby
K 25. lednu 2015 film vydělal 9,6 milionů dolarů v Severní Americe a 6,5 milionů dolarů v ostatních oblastech, celkově tak vydělal 16 milionů dolarů po celém světě. Rozpočet filmu činil 65 milionů dolarů.

### Recenze
Film získal negativní recenze od kritiků. Na recenzní stránce Rotten Tomatoes získal ze 160 započtených recenzí 34 procent s průměrným ratingem 5,3 bodů z deseti. Na serveru Metacritic snímek získal ze 43 recenzí 49 bodů ze sta. Na Česko-Slovenské filmové databázi snímek získal 70%.